# Rhipidia microsticta
Rhipidia microsticta är en tvåvingeart som beskrevs av Alexander 1921. Rhipidia microsticta ingår i släktet Rhipidia och familjen småharkrankar. Inga underarter finns listade i Catalogue of Life.